# Lexus LF-Ch
Lexus LF-Ch – samochód koncepcyjny należącej do koncernu Toyota marki Lexus, zaprezentowany po raz pierwszy we wrześniu 2009 r. na wystawie motoryzacyjnej Frankfurt Motor Show.
Samochód zaprojektowało należące do Toyoty kalifornijskie studio Calty Design Research Inc. Nadwozie ma postać pięciodrzwiowego hatchbacka, jednak dzięki zaczernieniu środkowego słupka i ukryciu w tylnym słupku klamki tylnych drzwi nadano mu wygląd zgrabnego coupé. Jako napęd przewidziano hybrydową jednostkę spalinowo-elektryczną z czterocylindrowym silnikiem o pojemności skokowej 2,4 l.
Koncepcyjny model LF-Ch był pierwowzorem przedstawionego zaledwie pół roku później seryjnego Lexusa CT 200h.